# Misgurnus mohoity
Misgurnus mohoity és una espècie de peix de la família dels cobítids i de l'ordre dels cipriniformes. Viu en zones de clima temperat. a la Xina, Mongòlia i Rússia.